# الشرقي بهجورة
قرية الشرقي بهجورة هي إحدى القرى التابعة لمركز نجع حمادى في محافظة قنا في جمهورية مصر العربية. حسب إحصاءات سنة 2006، بلغ إجمالي السكان في الشرقي بهجورة 19715 نسمة، منهم 9842 رجل و9873 امرأة.